# 净月街道
净月街道，是中华人民共和国吉林省长春市南关区下辖的一个乡镇级行政单位。
2018年10月变动后，净月街道位于净月大街以东，长春市经开区以南，二道区以西，玉潭镇以北。辖区面积38.33平方公里，辖小合台、金河、净月、华业4个社区和先锋、净月潭2个村，人口5.57万人。净月街道办事处驻原小合台村部。

## 行政区划
净月街道下辖以下地区：
小合台社区、先锋社区、富奥社区、净月潭社区、靠边吴社区、虹桥社区、中海社区、银湖社区和园丁社区。